# ブラスのひびき
『ブラスのひびき』は、NHK-FM放送で1983年4月から2002年3月まで放送された音楽番組である。

## 概要
パーソナリティによって、取り上げる割合が異なるものの、主に吹奏楽を中心とした音楽番組である。
樋口幸弘が担当した1990年代は、「毎月何週目は何々」といった具合に週ごとにテーマを決め、それに沿った選曲による番組作りであった。最新吹奏楽事情を取り上げる回があり、これにより国内外の最新の作品、特に日本やヨーロッパの若手作曲家の作品が広く知られるきっかけのひとつともなった。吹奏楽編成による音楽をヨーロッパに倣って「ウィンド・ミュージック」として紹介、放送を通じてブラスバンドとの混同を解消しようという姿勢が終始一貫した。酒井格作曲の「たなばた」を番組テーマ曲として選び、当該作品が国内に広く知られるきっかけのひとつとなった。
樋口が諸般の事情により番組を降板、その後を継いだ朝岡聡は吹奏楽とブラスバンド作品をほぼ半々で取り上げた。前任の樋口と異なり、テーマ曲にもブラスバンドによる演奏を選んだ。

## 放送時間
- 毎週日曜日 8:30 - 9:00（1980年代の大半）
- 毎週土曜日 7:15 - 8:00（1990年代の大半）

## 歴代パーソナリティ
- 初代：秋山紀夫（）

1983年4月から1990年3月まで担当。
1929年 埼玉県生まれ。武蔵野音楽大学卒業、1956年 東京藝術大学器楽科修学、1963年 米国・イーストマン音楽学校留学。埼玉県公立学校教員、埼玉県吹奏楽連盟理事長、関東吹奏楽連盟副理事長、全日本吹奏楽連盟副理事長等を歴任。2014年 旭日双光章受章。
- 第2代：樋口幸弘（）

1996年4月から1999年3月まで担当。
- 第3代：朝岡聡（）

1959年 神奈川県生まれ。フリーアナウンサー。自身、学生時代 リコーダー等楽器に親しんだということもあって、NHKでは過去に「今日は一日吹奏楽三昧」など吹奏楽を含めたいくつかのクラシック音楽の番組を担当した。

## 歴代テーマ曲
オープニング
- 素晴らしきヒコーキ野郎のテーマ／ロン・グッドウィン
- イージー・ウィナーズ／スコット・ジョプリン
- メダリオン／H・モーティナル
- たなばた The Seventh Night of July／酒井格（SAKAI, Itaru）
- ロンドン・アゲイン組曲より「オックスフォード・ストリート」 London Again Suite: No.1 Oxford Street ／エリック・コーツ
- デス・オア・グローリー Death or Glory／ロバート・ブラウン・ホール（英語版）（ - 2002年3月）
- 舞踊詩「ラ・ペリ」ファンファーレ／ポール・デュカス

エンディング
- ユートピア Utopia／ヤコブ・デ・ハーン
- デス・オア・グローリー Death or Glory／ロバート・ブラウン・ホール（ - 2002年3月）

## 特別番組
ブラスの祭典
毎年春頃（おおよそ3月）、その年度の全日本吹奏楽コンクールの演奏を紹介する特別番組として放送することが多い。近年は朝岡が番組進行を担当する。